# イズラン峠

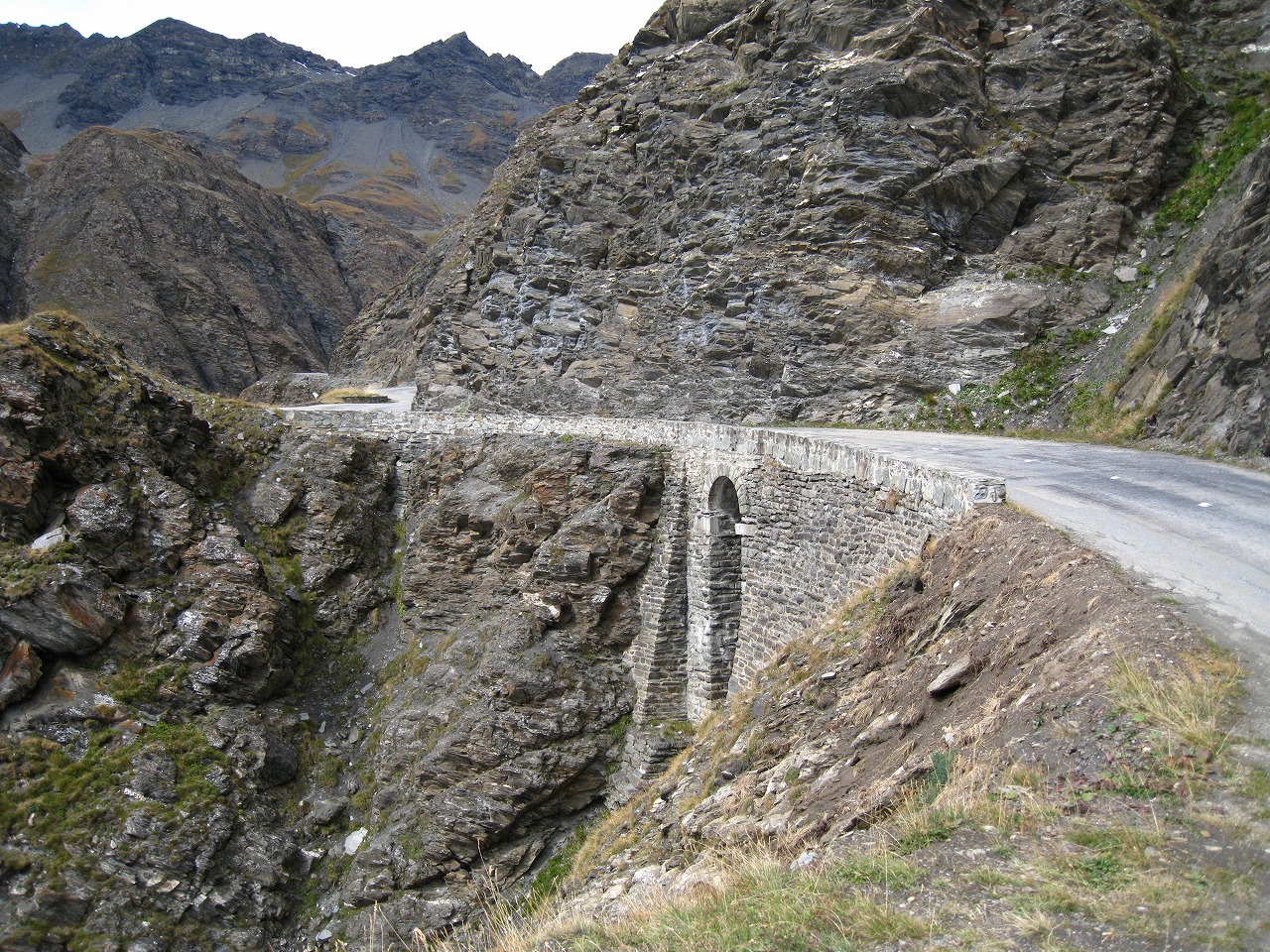
ボヌヴァル・シュール・アルクからイズラン峠への道

イズラン峠（イズランとうげ　フランス語: Col de l'Iseran）とは、フランス・サヴォワ県、グライアン・アルプスに位置し、標高2770mとアルプス地方で最も標高が高い舗装された峠である。イタリアとの国境にほど近い。峠としてはアルプス最高点であるが、舗装自動車道最高点はボネット峠(2715m) 付近の山腹にある2802m地点である。
ツール・ド・フランスのアルプス超えステージで取り入れられたこともある。

## 概要
ヴァル＝ディゼールとボヌヴァル＝シュール＝アルクを結ぶ道路における峠。この区間の道路は、冬季は積雪量が多いため車両通行止め区間となる。
タランテーズ渓谷とモーリエンヌ渓谷を結ぶため、当時のフランス大統領アルベール・ルブランにより1936年に峠が開通し、従来ヨーロッパアルプスで最高点だったステルビオ峠(2763m)を超えて1位となった。
峠北部に位置する標高815mのブール＝サン＝モーリスを起点とした場合、水平距離で48kmの地点にあたり、平均斜度は4.1%、標高差は1955m。スキーリゾート地として知られるヴァル＝ディゼールから起算すると水平距離にして15kmの地点にあたり、平均斜度6%、標高差は895mである。
峠南部に位置する標高1399mのランスブール・モン・スニを起点とした場合、水平距離で32.9kmの地点にあたり、平均斜度は4.2%、標高差は1371m。ボヌヴァル・シュール・アルクから起算すると水平距離にして13.4kmの地点にあたり、平均斜度7.3%、標高差は977mであり、最大斜度は10%を超える。

## ツール・ド・フランス
ツール・ド・フランスにおいて当峠が最初にコース設定されたのは1938年。フェリシアン・ヴェルヴァックが最初に当峠を通過した選手となった。
翌年、1939年には、ボヌヴァル＝シュール＝アルクから当峠越えのブール＝サン＝モーリスまでという個人タイムトライアルの舞台として設定され、シルヴェール・マースが2位以下を4分以上引き離しての勝利をおさめた。
1996年のツール・ド・フランスでは、第9ステージにてガリビエ峠とともに設定されていたが、積雪による悪天候のため当日急遽コース変更が行われた。予定されていたヴァル＝ディゼールからセストリエーレまでの190kmのコースは、スタート地点がモネティエ＝レ＝バンとなり、わずか46kmの行程に変更された。
当峠1位通過選手は下記参照。

## イズラン峠・歴代首位通過選手
| 年   | ステージ | カテゴリー | 1位通過選手                  |
| ---- | -------- | ---------- | ---------------------------- |
| 2019 | 19       | 超級       | エガン・ベルナル             |
| 2007 | 9        | 超級       | ヤロスラフ・ポポヴィッチ     |
| 1992 | 13       | 超級       | クラウディオ・キアプッチ     |
| 1963 | 16       | 1          | フェルナンド・マンザネック   |
| 1959 | 18       | 1          | アードルフ・クリスティアン   |
| 1949 | 17       | 1          | ジョセフ・タッカ             |
| 1939 | 16b      | ITT        | シルヴェール・マース         |
| 1938 | 14       |            | フェリシアン・ヴェルヴァック |